# Blonde Ambition
Blonde Ambition (br: Ninguém Segura Essa Garota / pt: Loira Ambiciosa) é um filme de comédia romântica americana de 2007 estrelada pela cantora e atriz Jessica Simpson como uma garota de Minden, Luisiana que se muda para Nova York e ascende à carreira de mulher de negócios, além de também ser estrelado por Luke Wilson, Rachael Leigh Cook, Penelope Ann Miller, Drew Fuller, Larry Miller, o comediante Andy Dick e o cantor country Willie Nelson.
Antes do filme começar a filmar, fontes informaram que Blonde Ambition era um remake do filme Working Girl, de 1988. Depois de saber sobre esse boato, Simpson disse ao Empire em novembro de 2006: "Definitivamente é o tema de Working Girl - essa garota de cidade pequena se mudando para Nova York e subindo nessa grande carreira como mulher de negócios. Mas definitivamente não é um remake". Ela também descreveu Blonde Ambition como "mais uma comédia de arrasar" do que Working Girl, que "teve um pé no drama".

## Sinopse
Katie (Jessica Simpson) é uma garota do interior cheia de sonhos. Sua vida vai bem até decidir fazer uma visita surpresa ao seu noivo em Nova York, a surpresa maior foi dela, ao encontra- lo com outra mulher. Desanimada e sem saber o que fazer, Katie recebe uma proposta inesperada e irrecusável que vai mudar os rumos de sua vida, ser secretária executiva em uma grande empresa. Mas ela não imagina que será usada nos esquemas de dois executivos vigaristas cheios de más intenções, tudo parece perfeito mas, Katie conhece Ben (Luke Wilson) um rapaz que aparentemente não deu certo na vida, ele vê nessa incrível garota um objetivo pelo qual ele esta disposto a lutar. Entre amores, trapaças e muitas confusões, Katie terá que lutar para conquistar seu espaço e abrir os olhos para a realidade da cidade grande

## Elenco
- Jessica Simpson — Katie Gregerstitch
- Luke Wilson — Ben Connelly
- Drew Fuller — Billy
- Rachael Leigh Cook — Haley
- Paul C. Vogt — Floyd
- Andy Dick — Freddy
- Bill Jenkins — Robert Perry
- Karen McClain — Betty
- Larry Miller — Richard Connelly
- Penelope Ann Miller — Debra
- Piper Mackenzie Harris — Amber Perry
- Sarah Ann Schultz — Samantha
- Dan Braverman —  motorista de táxi
- Willie Nelson — Pap Paw
- Casey Keene —  assistente de escritório
- Ryan Dunn — Griswold

## Bilheteria
Blonde Ambition foi lançado em oito cinemas no Texas, estado natal das estrelas Simpson e Wilson, em 22 de dezembro de 2007, antes da data de lançamento em DVD em 22 de janeiro de 2008. O filme teve uma média de US$48 por cinema em 22 de dezembro de 2007, por uma bilheteria total de US$384, o que significa que, com base no preço de US$8, seis pessoas pagaram para assistir ao filme em cada um desses oito cinemas e 48 pessoas no total foram ao cinema.
No fim de semana de estreia, o filme terminou em 54º nas bilheterias norte-americanas, com uma bilheteria de três dias de US$1,332 e uma média de US$165 por cinema. Na Ucrânia, no entanto, o filme estreou em primeiro lugar em seu primeiro fim de semana (16 a 17 de fevereiro de 2008), ganhando US$253,008. Na Rússia, Blonde Ambition estreou em 7º lugar nas bilheterias e arrecadou US$1,010,235 até o momento, e nas Filipinas abriu em #5 e arrecadou US$16,538 dólares até o momento.
Blonde Ambition, apesar de decepcionar nas bilheterias, arrecadou impressionantemente US$2,7 milhões nos primeiros cinco dias do lançamento do DVD no 23º lugar no ranking de vendas de DVD. Isso provavelmente se deve à base de fãs de Jessica Simpson que a apoia. Desde a data de lançamento do DVD, o filme arrecadou US$11,56 milhões nos Estados Unidos.

## Trilha sonora
- Jessica Simpson - "A Public Affair" (usado somente nos trailers)
- KT Tunstall - "Suddenly I See" (usado somente nos trailers)
- Lily May - "I Got Love"
- Monique Ximenez - "You Can Fly"
- Austin Brown - "Let's Make Love"
- Hipjoint feat. Stef Lang - "Girl From Nowhere"
- MegaJive - "The Way I Rock"
- Stretch Nickel - "Beautiful Day"
- Price - "Something In Your Eyes"
- Hugh James Hardman - "Live A Little"
- Adam Ant - "Wonderful"

## Lançamento do DVD
O DVD foi lançado oficialmente nos EUA em 22 de janeiro de 2008 e também foi lançado no iTunes. No Reino Unido e na Irlanda, o filme foi lançado diretamente em DVD em junho de 2010.